# Jean-Joseph de Laborde
Jean-Joseph de Laborde (Jaca (España), 24 de enero de 1724-París (Francia), 18 de abril de 1794), Marqués de Laborde, fue un banquero y comerciante nacido en España y que emigró a Francia. Pertenecía a una humilde familia originaria de Bearne y se asoció, siendo aún un adolescente, con su primo, que dirigía una compañía marítima de importación y exportación en Bayona o San Juan de Luz, Francia. Cuando su primo murió, tomó las riendas del negocio familiar.
Logró hacerse inmensamente rico gracias al comercio trasatlántico, aprovisionando las colonias con materias primas e importando los productos económicamente más interesantes: frutos exóticos, árboles de esencias raras, oro, que acuñaba, y también participando en la trata de esclavos. Era propietario de tierras en Haití (Saint-Domingue), de las que obtenía azúcar.
Esta ascensión social, comparable a la de numerosos burgueses del Siglo de las Luces, le permitió elevarse a la categoría de los nobles. Sus riquezas le permitieron comprar numerosas tierras y títulos. Fue nombrado Banquero de la Corte de Luis XV de Francia, proporcionándole una parte importante de los fondos que necesitaba para la guerra de los Siete Años que enfrentaba a Francia con Inglaterra. Se ganó la confianza del ministro Étienne-François de Choiseul. Aceptó el cargo de Recaudador General de Impuestos (1759-1767). Luis XVI le concedió también el título de marqués, pero por lo general no hizo uso de esta dignidad. Tras la caída en desgracia de Choiseul se retiró de la mayor parte de sus negocios.
Cuando, tras el estallido de la guerra de los Siete Años con Inglaterra el gobierno francés tuvo una penuria de fondos, Juan José de Laborde consiguió en poco tiempo, mediante un crédito personal que le concedió reservadamente el Rey de España, 12 millones de libras en oro. También aportó fondos que permitieron la realización de la expedición militar de Jean-Baptiste-Donatien de Vimeur, conde de Rochambeau, con 6000 hombres que apoyaron a George Washington contra los ingleses en la batalla de Yorktown. De Laborde también donaba anualmente unos 24 000 francos para los pobres y en 1788 donó otros 400 000 francos para la construcción de cuatro grandes hospitales en París.
Durante la Revolución francesa de Laborde, que hasta entonces había vivido retirado en su castillo de Méréville, fue denunciado y juzgado por un tribunal revolucionario, sin duda influenciado por su riqueza. Tras acusaciones de haber participado en una operación de exportación de capitales fuera de Francia, en la que habría intervenido su hijo Francisco adquiriendo y trasladando a Inglaterra la galería de cuadros del duque de Orleans, fue condenado a muerte por Louis Antoine Léon de Saint-Just el 18 de abril de 1794, siendo guillotinado en la plaza de la Concordia de París el mismo día.
Dos de sus hijos varones, Edmundo (1762-1786) y Angel Augusto (1766-1786) que servían en la marina, acompañaron al geógrafo Jean-François de La Pérouse en su viaje alrededor del mundo (Vancouver) y murieron cuando sus barcas naufragaron en una bahía de la costa de la Alta California, hoy Littuya Bay. El hijo mayor, François Louis Joseph de Laborde (1761-1802), también sirvió en la marina y fue tesorero real y miembro de la Asamblea Nacional francesa. Participó en el famoso juramento del Juego de Pelota que estuvo en el origen de la primera constitución de la república francesa. Sin embargo, más tarde emigró a Inglaterra, donde murió soltero y solo en Londres en 1802. El más famoso y longevo de sus hijos sería, sin embargo, el arqueólogo y político Alexandre de Laborde (1773-1843). Sus hijas contrajeron matrimonio en la más alta nobleza, Paulina (1767-1792), con el hijo del duque des Cars, y Natalia (1774-1835), con el hijo del duque de Mouchy.

## El castillo y parque de Méréville
De Laborde se instaló en el palacio de La Ferté-Vidame, que transformó a su gusto convirtiéndolo en una residencia regia en la que recibió al futuro emperador de Austria José II. Pero Luis XV le obligó a vender La Ferté-Vidame al Duque de Penthièvre tras un juego de la silla musical. El Rey quería para sí el palacio de Rambouillet, que era un excelente lugar para cazar y le propuso al duque intercambiárselo por La Ferté-Vidame.
Para consolarse de la pérdida de La Ferté-Vidam, Juan José de Laborde adquirió en 1784 el castillo de Méréville y su parque, que entonces tenía jardines a la francesa. Decidió transformar los terrenos pantanosos en un gran parque paisajístico a la inglesa, que era más de su gusto. Con este objeto se rodeó de grandes artistas: François-Joseph Bélanger, célebre en ese decenio por haber construido muy rápidamente el palacio del Duque de Artois, Hubert Robert, procedente de la prestigiosa escuela de Roma y que ya era conocido como pintor de ruinas, y otros artistas de gran renombre, como el ebanista Leuleu, el escultor Augustin Pajou o el pintor Claude-Joseph Vernet.
La construcción del parque fue un trabajo titánico. Cerca de 700 obreros, de los que una gran parte eran artesanos especializados, trabajaron para su realización durante 10 años bajo la tutela de los arquitectos citados. Así se creará el parque de Méréville, una joya romántica que François-René de Chateaubriand calificará como un oasis.
En 1786, tras el hundimiento del puente de las rocas (un magnífico puente de dos pisos del que no se conserva más que uno, ya que el otro se hundió en el río Juine), François-Joseph Bélanger fue despedido como arquitecto jefe. Se han aludido otras razones para el despido, principalmente desde el punto de vista financiero. Bélanger se habría acostumbrado a gastar sin tener en cuenta lo que el marqués, como hombre de negocios, no podía aceptar. Fue reemplazado por Hubert Robert, aunque Bélanger continuó participando en las obras de la construcción del templo redondo de la Piedad Filial.
El año siguiente, tras el desvío del río Juine, que se había comenzado hacía tiempo, a la vez que otros trabajos hidráulicos notables para la época, construyó la Colonne Rostrale. Esta columna fue erigida en honor de sus hijos, la noticia de cuya muerte le llegó en 1787. La columna se construyó en una pequeña isla en el centro del Gran Lago.
El Templo de la Piedad Filial se dedicó a su hija, Natalia (1774-1835), que contraería matrimonio con el hijo del duque de Mouchy, y su interior fue decorado con un busto de mármol realizado por Augustin Pajou con su imagen.
De Laborde era un hombre de su tiempo, interesado por la navegación, los descubrimientos y la botánica y su clasificación. Por este motivo el parque está lleno de especies vegetales raras, importadas y más tarde aclimatadas al valle de Méréville (el parque sirvió de vivero para otros de Francia, como La Vallée au Loups, residencia de Chateaubriand).
También llenó el parque cuevas artificiales, a las que se puede descender por escaleras esculpidas en la roca, desniveles, una cascada y roqueros, que recordaban al Marqués al Pirineo de su infancia.
El aire romántico que se respira por doquier en el parque se identifica a veces con el de los jardines anglo-chinos (el belvedere) y tiene su origen en el retorno a la naturaleza y la ilusión de naturalidad (el puente en ruinas, la posición de los árboles, las grutas, etc.).